# 파라 (가수)
파라(본명: 김지영, 1976년 2월 25일 ~ )은 대한민국의 마로니에 걸즈, 마로니에 프렌즈 멤버이고, 남편은 마로니에 프렌즈 멤버이자 프로듀서 마로다

## 학력
- 덕원여자고등학교 (졸업)
- 서울신학대학교 성악과 (졸업)